# Putsch di agosto
Il Putsch di agosto (in russo А́вгустовский путч?, Ávgustovskij putč) fu un tentato colpo di Stato in Unione Sovietica nel 1991, organizzato da parte di alcuni membri del governo sovietico per deporre il presidente Michail Gorbačëv e prendere il controllo del Paese. Il fallimento del putsch rafforzò la figura di Boris Nikolaevič El'cin, presidente del Presidium del Soviet Supremo della RSFS Russa, il quale si era schierato contro di esso, e che successivamente bandì il PCUS e si fece promotore del processo di dissoluzione dell'Unione Sovietica, che avvenne il 26 dicembre dello stesso anno.
L'obiettivo dei golpisti era quello di preservare l'Unione dall'insorgere delle nazionalità, impedire un alleggerimento del potere centrale e preservare il primato del PCUS.

## Contesto storico
Da quando aveva assunto il potere come segretario generale del Partito Comunista dell'Unione Sovietica nel 1985, Michail Gorbačëv aveva intrapreso un ambizioso programma di riforme, incarnato nei concetti di perestrojka e glasnost', ovvero ristrutturazione e trasparenza. Queste politiche avevano suscitato resistenza e sospetto da parte della destra del PCUS e della nomenklatura, e avevano aumentato l'agitazione nazionalista da parte delle minoranze non russe dell'URSS e si temeva che alcune o tutte le repubbliche sovietiche potessero separarsi. Già nel dicembre 1990 il presidente dell'URSS Michail Gorbačëv aveva incaricato il presidente del KGB Vladimir Aleksandrovič Krjučkov di preparare un progetto di risoluzione sull'introduzione dello stato di emergenza in Unione Sovietica. Nel 1990 Estonia, Lettonia, Lituania e Armenia avevano già dichiarato il ripristino della loro indipendenza dall'Unione Sovietica. Il 12 giugno la RSFS Russa dichiarò la propria indipendenza e limitò l'applicazione delle leggi sovietiche, in particolare quelle sulla finanza e l'economia. Nel gennaio 1991, ci fu un tentativo di restituire la Lituania all'Unione Sovietica con la forza e circa una settimana dopo le forze filo-sovietiche cercarono di destituire le autorità della Lettonia. Il 29 gennaio, Gorbačëv autorizzò l'impiego dell'Armata Rossa per mantenere l'ordine.
Nel 1991, l'Unione Sovietica era in una grave crisi economica e politica: la scarsità di cibo, medicine e altri materiali di consumo era diffusa, le persone dovevano fare lunghe file per acquistare anche beni essenziali, le scorte di carburante erano fino al 50% in meno rispetto al fabbisogno stimato per l'imminente inverno e l'inflazione annua era superiore al 300%, con le fabbriche prive della liquidità necessaria per pagare gli stipendi. A livello politico, Gorbačëv era al minimo dei consensi tra la popolazione e all'interno del PCUS.
Il 17 marzo 1991, con il referendum sulla conservazione dell'URSS boicottato dagli Stati baltici, dall'Armenia, dalla Georgia e dalla Moldavia, la grande maggioranza dei cittadini delle altre repubbliche sovietiche fu favorevole al mantenimento dell'Unione "come una rinnovata federazione di repubbliche uguali e sovrane", con il 77,85% di voti a favore. Dopo dei negoziati, otto delle nove repubbliche sovietiche (tranne l'Ucraina) approvarono il nuovo trattato dell'Unione che avrebbe reso l'URSS l'Unione degli Stati Sovrani, con presidente, politica estera e militare comuni. La firma del trattato era prevista a Mosca per il 20 agosto 1991. Dodici dei paesi già facenti parte dell'URSS erano prossimi alla firma, la Federazione Russa, l'Ucraina, la Bielorussia, la Moldavia, la Georgia, l'Armenia, l'Azerbaigian, il Kazakistan, il Turkmenistan, il Kirghizistan, l'Uzbekistan e il Tagikistan. Solo si esclusero le tre repubbliche baltiche, ovvero, Lituania, Lettonia ed Estonia, che, dopo più di cinquant'anni, ebbero l'attesa possibilità di liberarsi dall'occupazione sovietica e di riconquistare l'indipendenza.
Il 28 giugno era stato dichiarato sciolto il Consiglio di mutua assistenza economica e il 1º luglio il Patto di Varsavia. 
Il Segretario del PCUS, nonché Presidente dell'Unione Sovietica, aveva deciso di prepararsi al gravoso impegno riposandosi a Capo Foros, nella dacia presidenziale in Crimea.

## Storia

### Preparativi
Il KGB iniziò a considerare di tentare un colpo di Stato nel settembre 1990, mentre il membro del Poltiburo Aleksandr Jakovlev iniziò ad avvertire Gorbačëv della possibilità di golpe contro di lui dopo il XXVIII Congresso del PCUS nel luglio 1990. L'11 dicembre 1990, il presidente del KGB Vladimir Krjučkov fece un "appello all'ordine" sul Moskovskaja programma, canale televisivo moscovita della Televisione Centrale Sovietica, e nello stesso giorno chiese a due ufficiali del KGB di preparare un piano di misure da adottare nel caso in cui fosse dichiarato lo stato di emergenza nell'URSS. Più tardi, Krjučkov portò nella cospirazione il ministro della difesa sovietico Dmitrij Jazov, il ministro degli affari interni Boris Pugo, il premier Valentin Pavlov, il vicepresidente Gennadij Janaev, il vice capo del Consiglio di difesa sovietico Oleg Baklanov, il capo del segretariato di Gorbačëv e il segretario del Comitato centrale del PCUS Oleg Šenin.
A partire dagli eventi di gennaio in Lituania, i membri del gabinetto di Gorbačëv speravano che potesse essere convinto a dichiarare lo stato di emergenza e a "ripristinare l'ordine", e formarono quindi il Comitato statale per lo stato di emergenza (GKČP).
Il 17 giugno 1991 Pavlov richiese poteri straordinari al Soviet Supremo ma Gorbačëv si oppose. Diversi giorni dopo, il sindaco di Mosca Gavriil Popov informò l'ambasciatore degli Stati Uniti in Unione Sovietica Jack F. Matlock Jr. che era in programma un colpo di Stato contro Gorbačëv. Quando Matlock cercò di metterlo in guardia, Gorbačëv pensò che il suo governo non fosse coinvolto e sottovalutò il rischio. Il 20 giugno, il Segretario di Stato USA James Baker avvertì l'omologo Aleksandr Bessmertnych del complotto.
Il 23 luglio 1991, un certo numero di funzionari del PCUS e letterati pubblicarono sul quotidiano Sovetskaja Rossija un articolo intitolato "La parola al popolo" (in russo Слово к народу?, Slovo k narodu) che richiedeva un'azione decisa per prevenire la catastrofe.
Sei giorni dopo, il 29 luglio, Gorbačëv, il presidente della RSFSR Boris El'cin e il presidente della RSS Kazaka Nursultan Nazarbaev discussero la possibilità di sostituire le personalità ritenute più estremiste come Pavlov, Jazov, Krjučkov e Pugo con figure più liberali, con Nazarbaev come primo ministro al posto di Pavlov. Krjučkov, che diversi mesi prima aveva messo Gorbačëv sotto stretta sorveglianza come "Soggetto 110", alla fine venne a sapere della conversazione da una microspia elettronica piazzata dalla guardia del corpo di Gorbačëv, Vladimir Medvedev.
Il 4 agosto Gorbačëv andò in vacanza nella sua dacia a Foros, in Crimea, con l'intenzione di tornare a Mosca il giorno precedente alla firma del trattato della nuova unione il 20 agosto. Il 17 agosto, i membri del GKČP s'incontrarono in una pensione del KGB con il nome in codice ABC (АБЦ) per studiare il trattato e le mosse da intraprendere: ritennero che il patto avrebbe spianato la strada alla disgregazione dell'Unione Sovietica e decisero che era giunto il momento di agire. Il giorno successivo, Baklanov, Boldin, Šenin e il viceministro della difesa dell'URSS, il generale Valentin Varennikov, volarono in Crimea per incontrare Gorbačëv, mentre Jazov ordinò al generale Pavel Gračëv, comandante delle forze aviotrasportate sovietiche, di iniziare a coordinarsi con i vicepresidenti del KGB Viktor Gruško e Genij Ageev per isolare Gorbačëv e prepararsi allo stato di emergenza. Nel frattempo, Tizjakov, Starobudcev e Pugo rientrarono a Mosca.

### Deposizione di Gorbačëv
Alle 16:32 (fuso orario di Mosca) del 18 agosto, il GKČP interruppe le comunicazioni con la dacia di Gorbačëv, compresi i telefoni fissi e il sistema di comando e controllo nucleare. Otto minuti dopo, il tenente generale Jurij Plechanov della 9ª sezione del KGB (adibita alla sicurezza del presidente sovietico) fece entrare la delegazione del GKČP nella dacia. Gorbačëv si rese conto di cosa stava succedendo dopo aver scoperto le interruzioni telefoniche. I membri del comitato chiesero a Gorbačëv di dichiarare lo stato di emergenza o di dimettersi e nominare Janaev come presidente ad interim per consentire ai membri del GKČP di "ristabilire l'ordine" nel Paese.
Gorbačëv si rifiutò sempre di accettare le loro richieste. Varennikov insistette a tal punto che Gorbačëv disse: "Maledetti. Fate quello volete, ma riportate la mia opinione!" Tuttavia, i presenti nella dacia in quel momento testimoniarono che Baklanov, Boldin, Šenin e Varennikov rimasero chiaramente delusi e nervosi dopo l'incontro con Gorbačëv. Si dice anche che Gorbačëv abbia insultato Varennikov fingendo di dimenticare il suo nome, e abbia zittito con violenza e volgarità il suo ex consigliere di fiducia Boldin dicendo che non doveva osare dargli "lezioni sulla situazione nel paese". Con il rifiuto di Gorbačëv, i congiurati ordinarono che rimanesse confinato nella dacia di Foros; allo stesso tempo le linee di comunicazione della dacia (controllate dal KGB) furono chiuse. Gorbačëv fu quindi trattenuto a forza in Crimea, vedendosi impedita la possibilità di recarsi alla sigla del nuovo accordo federativo.
I membri del GKČP ordinarono di inviare a Mosca 250 000 paia di manette da una fabbrica di Pskov e 300 000 moduli per gli arresti. Krjučkov raddoppiò la paga di tutto il personale del KGB, lo richiamò dalle vacanze e lo mise in allerta. La prigione di Lefortovo a Mosca venne svuotata per accogliere i prigionieri. Alle 3:30 del 19 agosto 1991, Krjučkov avvertì il KGB della fine della perestrojka.

### 19 agosto 1991

#### Salita al potere del GKČP
Il 19 agosto 1991, la TASS emise alle 3:20 un comunicato nel quale si affermava l'incapacità di Gorbačëv di assolvere alle sue funzioni di Presidente dell'URSS per motivi di salute, venendo quindi sostituito dal vice-presidente Gennadij Janaev. Venti minuti dopo viene annunciata l'istituzione dello stato di emergenza della durata di sei mesi da parte del GKČP.
Nel frattempo, Šenin ricevette al Cremlino Tiz'jakov, il segretario del Comitato centrale del PCUS Jurij Manaenkov e il primo segretario del Comitato cittadino di Mosca Jurij Prokof'ev e li invitò a "essere coinvolti nel lavoro". Jazov si consultò con i generali, mentre furono allertate unità di fucilieri motorizzati, carri armati aviotrasportati del distretto militare di Mosca e iniziarono a trasferirsi nella capitale.
Alle sei del mattino, la Radio pansovietica, seguita dalla Televisione Centrale Sovietica (CT SSSR) tramite il telegiornale Vremja, trasmise il comunicato ufficiale del GKČP intitolato "Dichiarazione della leadership sovietica" (in russo Заявление Советского руководства?, Zajavlenie Sovetskogo rukovodstva):

Data l'impossibilità per motivi di salute dell'adempimento, da parte di Gorbačëv Michail Sergeevič, delle funzioni di Presidente dell'URSS e il trasferimento, ai sensi dell'articolo 127/7 della Costituzione dell'URSS, dei poteri del Presidente dell'URSS al vicepresidente dell'URSS Janaev Gennadij Ivanovič.
Per superare una crisi profonda e globale, il confronto politico, inter-etnico e civile, il caos e l'anarchia che minacciano la vita e la sicurezza dei cittadini dell'Unione Sovietica, la sovranità, l'integrità territoriale, la libertà e l'indipendenza del nostro Stato.
Sulla base dei risultati del referendum nazionale sulla conservazione dell'Unione delle Repubbliche Socialiste Sovietiche, guidato dagli interessi vitali dei popoli della nostra Patria e di tutto il popolo sovietico
SI DICHIARA:
1. In conformità all'articolo 127/3 della Costituzione dell'URSS e all'articolo 2 della legge dell'URSS "Sul regime giuridico dello stato di emergenza", e, soddisfacendo le esigenze della popolazione generale sulla necessità di adottare le misure più decisive per impedire alla società di scivolare verso una catastrofe nazionale, per garantire la legge e l'ordine, l'introduzione dello stato di emergenza in alcune aree dell'URSS per un periodo di 6 mesi dalle 4:00 ora di Mosca del 19 agosto 1991.
2. La supremazia incondizionata della Costituzione dell'URSS e le leggi dell'URSS nell'intero territorio dell'URSS.
3. Per governare il Paese e attuare efficacemente lo stato di emergenza, viene istituito il Comitato statale per lo stato di emergenza dell'URSS (GKČP SSSR) con la seguente composizione:
  - Baklanov — primo vicepresidente del Consiglio della difesa dell'URSS;
  - Krjučkov — presidente del KGB dell'URSS;
  - Pavlov — primo ministro dell'URSS;
  - Pugo — ministro degli affari interni dell'URSS;
  - Starodubcev — presidente dell'Unione dei contadini dell'URSS;
  - Tizjakov — presidente dell'Associazione delle imprese statali e degli impianti industriali, delle costruzioni, dei trasporti e delle comunicazioni dell'URSS;
  - Jazov — Ministro della difesa dell'URSS;
  - Janaev — presidente ad interim dell'URSS.

4. Si stabilisce che le decisioni del GKČP dell'URSS sono obbligatorie per una rigorosa attuazione da parte di tutti gli organi di potere e dell'amministrazione, funzionari e cittadini in tutto il territorio dell'URSS

Janaev, Pavlov, Baklanov, 18 agosto 1991

Dalle sei del mattino, la CT SSSR iniziò a trasmettere ininterrottamente su tutti i propri canali, per tre giorni consecutivi, una rappresentazione de Il lago dei cigni di Pëtr Il'ič Čajkovskij.
Successivamente, fu letta alla radio una dichiarazione del presidente del Soviet supremo dell'URSS Luk'janov sulle critiche al progetto del trattato dell'Unione. Poi venne letto l'appello ufficiale del GKČP al popolo sovietico nel quale fu affermato, in particolare, che la perestrojka era giunta a un punto morto e che erano sorte "forze estremiste che si sono avviate verso l'eliminazione dell'Unione Sovietica, il crollo dello Stato e la presa del potere a ogni costo". Il GKČP si dichiarò determinato a far uscire il Paese dalla crisi e fece un appello a tutto il popolo sovietico per "ripristinare la disciplina e l'ordine del lavoro il prima possibile, alzare il livello di produzione" e "fornire un sostegno a tutto tondo agli sforzi per far uscire il Paese dalla crisi". Quindi fu letta la Risoluzione n. 1 del GKČP con il quale il comitato sciolse le "strutture di potere e amministrazione, paramilitari operanti in contrasto con la Costituzione dell'URSS", sospese le attività dei Partiti e delle organizzazioni pubbliche che "ostacolano la normalizzazione della situazione ", proibì gli scioperi e prese il controllo dei media.
Il KGB emanò subito una lista di ricercati tra cui Boris El'cin, i suoi alleati e i leader del gruppo di attivisti Russia Democratica. Furono arrestati quattro deputati del Congresso dei deputati del popolo della Russia, ritenuti i più pericolosi, e furono detenuti in una base militare vicino a Mosca.
Furono interrotte le trasmissioni di Radio Rossii e della VGTRK della RSFS Russa, e dell'Echo di Mosca. Tuttavia, quest'ultima stazione in seguito riprese a trasmettere e divenne una fonte d'informazione durante il colpo di Stato, e anche la BBC World Service e Voice of America furono in grado di fornire una copertura continua. Gorbačëv e la sua famiglia furono informati degli eventi a Mosca tramite un bollettino della BBC ascoltato da una piccola radio a transistor che non era stata portata via. Per i giorni successivi si rifiutò di prendere cibo dall'esterno della sua dacia per evitare di essere avvelenato e fece lunghe passeggiate all'aperto per contestare le notizie sulla sua cattiva salute. Janaev ordinò al ministro degli esteri Aleksandr Bessmertnych di fare un annuncio per richiedere il riconoscimento formale da parte dei governi esteri e delle Nazioni Unite.

#### Militari a Mosca

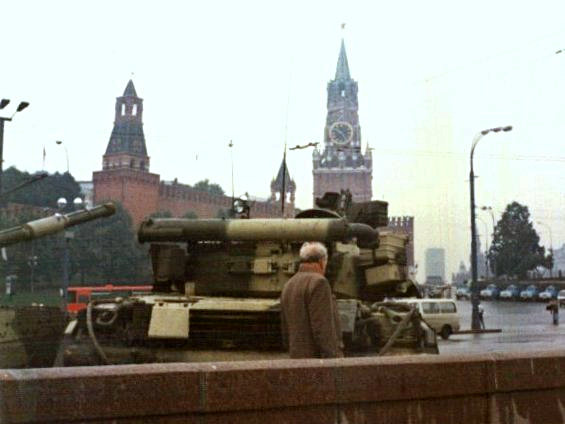
Carri armati T-80UD nei pressi della Piazza Rossa durante il colpo di Stato del 1991

Per ordine del ministro della difesa dell'URSS Jazov, le truppe e l'equipaggiamento militare dell'esercito sovietico furono inviate a Mosca la mattina del 19 agosto nelle seguenti quantità:
- 4 000 soldati e ufficiali,
- 279 veicoli da combattimento di fanteria,
- 148 mezzi corazzati,
- 362 carri armati della 4ª Divisione corazzata delle guardie "Kantemirovka".

A Mosca giunsero dal Ministero della difesa le unità della 2ª Divisione motorizzata delle guardie "Taman'", della 4ª Divisione corazzata delle guardie, della 106ª Divisione aviotrasportata delle guardie "Tula" e della 27ª Brigata fucilieri motorizzata da Tëplyj Stan. Furono schierate unità del gruppo Al'fa del KGB e dell'OMON del Ministero degli affari interni e parte delle divisioni delle truppe interne Dzeržinskij.
Il settore settentrionale di Mosca fu occupato dalla divisione Tamanskaja, che schierò a Chodynka un posto di comando mobile del distretto militare di Mosca. La divisione carri armati Kantemirovskaja fu responsabile della direzione sud dal posto di comando sulla collina Lenin. Ai comandanti delle unità fu ordinato di non avviare trattative con i deputati e la popolazione.
Ulteriori unità delle forze aviotrasportate, truppe di fucilieri motorizzate e la flotta furono trasferite nelle vicinanze di Leningrado, Kiev, Tallinn, Tbilisi e Riga. Nella capitale della Lettonia, il cui Soviet supremo si era schierato contro i golpisti, le truppe OMON occuparono la torre televisiva e l'edificio del ministero degli esteri.

#### Arrivo di El'cin nella capitale e organizzazione del dissenso
I cospiratori considerarono la detenzione di El'cin al suo arrivo da una visita nella RSS Kazaka il 17 agosto, ma il loro piano fallì quando El'cin dirottò il suo volo dall’aeroporto militare di Čkalovskij (vicino a Ščëlkovo) all'aeroporto di Mosca-Vnukovo. Dopodiché, pensarono di catturarlo mentre si trovava nella sua dacia di Arkangel'skoe vicino a Mosca e, di conseguenza, il gruppo Al'fa del KGB circondò la dacia di El'cin con gli Spetsnaz ma non lo arrestarono. L'ufficiale comandante Viktor Karpuchin affermò in seguito di aver disobbedito a un ordine di Krjučkov di arrestare il presidente della RSFSR, ma il suo resoconto è stato messo in discussione.
Dopo l'annuncio del colpo di Stato alle 7 del mattino, El'cin iniziò a invitare nella sua dacia importanti funzionari russi, tra cui il sindaco di Leningrado Anatolij Sobčak, il vicesindaco di Mosca Jurij Lužkov, il colonnello generale Konstantin Kobec, il primo ministro della RSFSR Ivan Silaev, il vicepresidente Aleksandr Ruckoj il presidente del Soviet Supremo della RSFSR Ruslan Chasbulatov. Inizialmente El'cin voleva rimanere alla dacia e organizzare un governo rivale, ma Kobtec consigliò loro di recarsi alla Casa Bianca, ovvero il palazzo del Soviet supremo della RSFS Russa, per mantenere le comunicazioni con gli oppositori del golpe. Nel frattempo, il comandante dell'unità Al'fa ricevette l'ordine di non interferire con la partenza di Elc'in e il suo arrivo a Mosca. In una riunione del KGB, Krjučkov espresse la possibilità di trovare un accordo con il presidente della RSFSR.

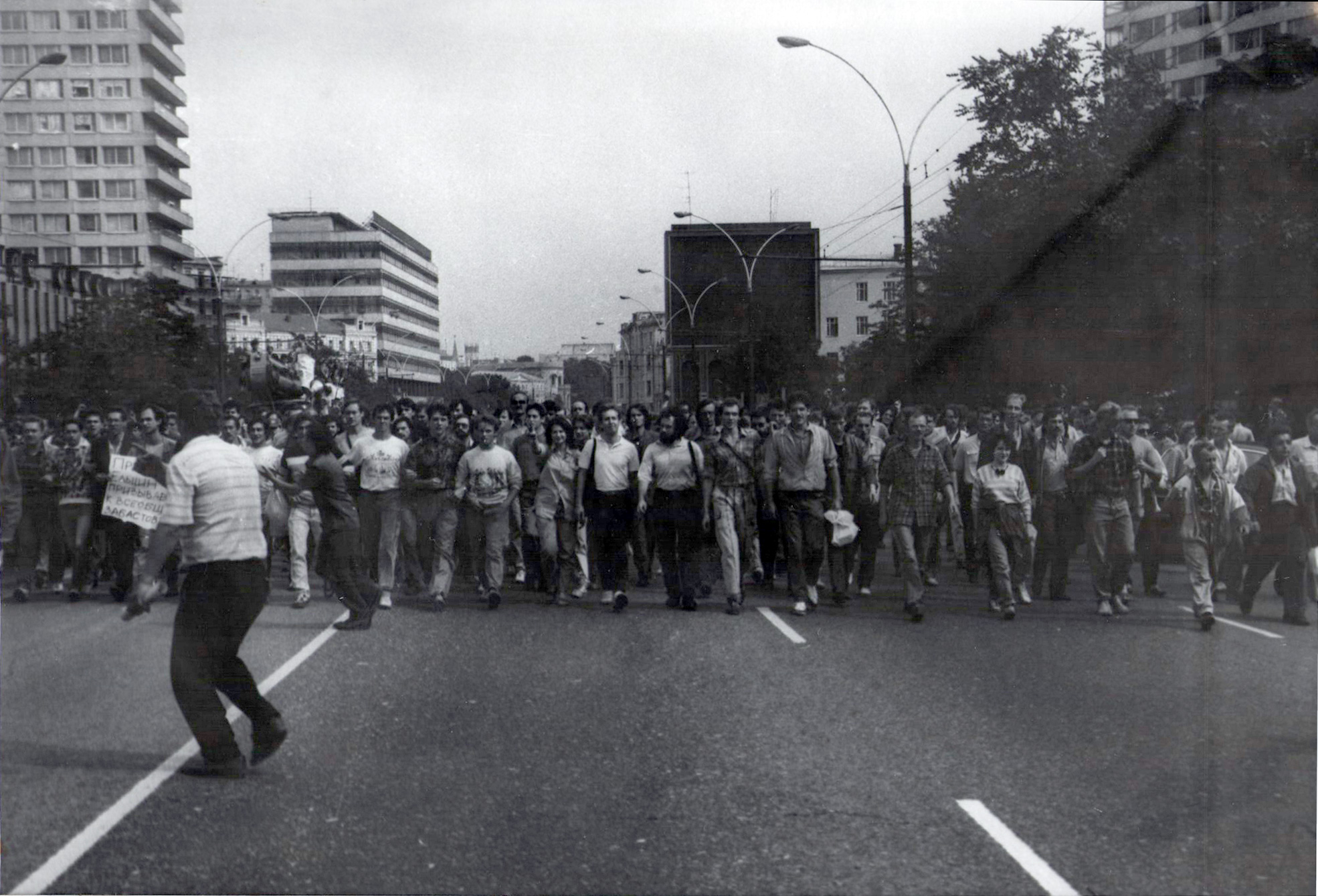
Corteo presso la Kalinskaja ulica dal Cremlino alla Casa Bianca

Alle 9:00, partì dal monumento di Jurij Dolgorukij sulla piazza Sovetskaja un corteo di sostenitori di El'cin e oppositori al golpe. El'cin e i suoi collaboratori arrivarono e occuparono la Casa Bianca alle 9 del mattino. El'cin si rifiutò di collaborare con il Comitato statale di emergenza e decise di disobbedire ai decreti del GKČP ritenendoli incostituzionali. Secondo alcune fonti, fu ordinato a El'cin e ai suoi sostenitori di liberare la Casa Bianca entro le 16:00.

Insieme a Silaev e Chasbulatov, El'cin scrisse il "discorso al popolo russo" (in russo Обращение к российскому народу?, Obraščenie k rossijskomu narodu) che condannò le azioni del GKČP come reazionarie e anti-costituzionali e invitò la popolazione a resistere. I militari furono esortati a non prendere parte al colpo di Stato e alle autorità locali fu chiesto di seguire le leggi del presidente della RSFSR piuttosto che del GKČP, e fu chiesto uno sciopero generale con la richiesta di lasciare che Gorbačëv si rivolgesse al popolo. Il testo del discorso fu distribuito a Mosca sotto forma di volantini e venne diffuso a livello nazionale attraverso l'Echo di Mosca e sui newsgroup Usenet tramite la rete informatica sovietica RELCOM. Il discorso fu inviato anche a testate giornalistiche straniere. I giornalisti e i dipendenti di Izvestija minacciarono di scioperare se il proclama di El'cin non fosse stato pubblicato sul giornale.

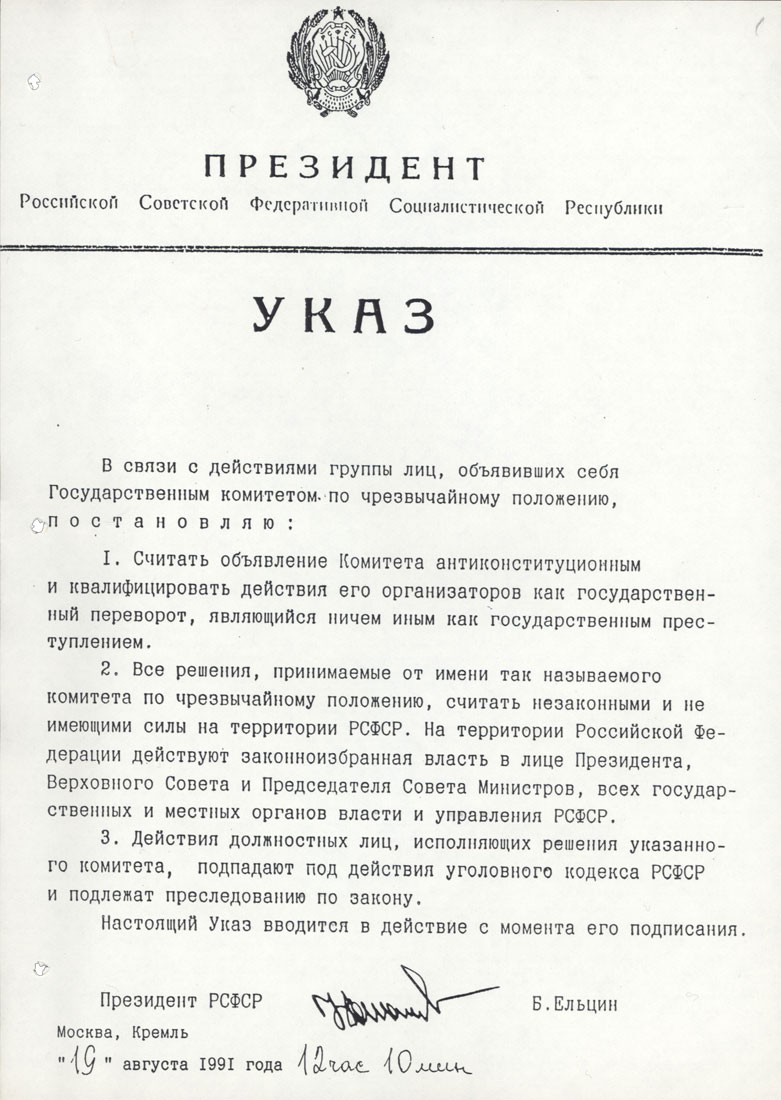
Decreto di Boris El'cin con il quale venne reso illegale il GKČP nel territorio della RSFSR

La leadership del GKČP inviò verso l'edificio un battaglione di carri armati del 1º reggimento motorizzato fucilieri della 2ª divisione Tamanskaja sotto il comando del capo di stato maggiore Sergej Evdokimov. Intanto, Varennikov fu inviato nella RSS Ucraina per cercare di convincere il presidente del Soviet supremo Leonid Kravčuk ad appoggiare il GKČP, ma Kravčuk rispose che l'introduzione dello stato di emergenza doveva essere approvata dal Soviet repubblicano.
Alle 10:00 Ruckoj, Silaev e Chasbulatov consegnarono una lettera al presidente del Soviet Supremo dell'URSS Anatolij Luk'janov per chiedere un esame medico di Gorbačëv da parte dell'Organizzazione mondiale della sanità e un incontro tra loro, El'cin, Gorbačëv e Janaev entro 24 ore. Ruckoj fece visita in seguito al patriarca di Mosca Alessio II, il leader spirituale della Chiesa ortodossa russa, e lo convinse a dichiarare il sostegno a El'cin. Il Presidium del Soviet Supremo della RSFSR convocò una sessione straordinaria per il 21 agosto, mentre El'cin e Silaev contattarono diplomatici esteri.
Il comandante del distretto militare di Leningrado Viktor Samsonov ordinò la formazione del Comitato dello stato di emergenza per la città presieduto dal primo segretario Boris Gidaspov al fine di eludere il governo municipale democraticamente eletto del sindaco Anatolij Sobčak. Quest'ultimo chiamò criminali i golpisti al consiglio comunale di Leningrado e incitò la popolazione a scioperare. Lo stato di emergenza nella città fu subito annullato e vicino alla Cattedrale di Sant'Isacco iniziò una manifestazione contro il Comitato. Le truppe di Samsonov furono infine bloccate da centinaia di migliaia di manifestanti sostenuti dalla polizia, costringendo la televisione di Leningrado a trasmettere una dichiarazione di Sobčak. Il primo segretario del Comitato di Mosca del PCUS Jurij Prokof'ev chiamò Lužkov per dargli delle istruzioni e quest'ultimo si recò nella dacia di El'cin per assicuragli l'appoggio.
Alle 11 del mattino, El'cin e il ministro degli esteri della RSFSR Andrej Kozyrev tennero una conferenza stampa per giornalisti e diplomatici stranieri, ottenendo il sostegno della maggior parte dell'Occidente per la causa russa. Nel pomeriggio, i cittadini di Mosca iniziarono a radunarsi intorno alla Casa Bianca e a erigere barricate attorno a essa. In risposta, Gennadij Janaev dichiarò lo stato di emergenza a Mosca alle 16:00.
Senza ulteriori ordini decisivi e sotto la pressione psicologica dei manifestanti e dei sostenitori di El'cin, l'esercito si disintegrò e fraternizzò con i manifestanti. Il maggiore Evdokimov, capo di stato maggiore del battaglione carri armati del 1º reggimento motorizzato fucilieri della 2ª divisione Tamanskaja, giurò fedeltà alla leadership della RSFS Russa e passò dalla parte di El'cin, schierando i suoi dieci carri armati a difesa della Casa Bianca. El'cin si rivolse ai suoi sostenitori e su uno dei carri armati lesse pubblicamente il suo discorso al popolo russo, trasmesso successivamente in televisione:
(Boris El'cin)
La resistenza al GKČP si concretizzò in manifestazioni vicino alla Casa Bianca e al Consiglio comunale, e a Leningrado vicino al Palazzo Mariinskij. Sulla piazza del Maneggio di Mosca vi fu una manifestazione spontanea contro il GKČP ma l'esercito non intervenne, mentre alla Casa Bianca furono innalzate delle barricate.
El'cin emanò un decreto sulla riassegnazione del potere agli organi esecutivi delle repubbliche e, sebbene inizialmente avesse voluto evitare tale decisione per scongiurare una guerra civile, prese anche il comando di tutte le forze militari e di sicurezza sovietiche sul territorio della RSFSR. El'cin inviò Kozyrev a Parigi con il compito di formare un governo in esilio, mentre Oleg Lobov fu incaricato di creare un "governo di riserva" a Sverdlovsk. Intanto, il Comitato di supervisione costituzionale dell'URSS, guidato da Sergej Alekseev, dubitò della legalità del GKČP e chiese l'immediata convocazione del Soviet Supremo dell'URSS.
Dalle 15 alle 18 si tenne la prima riunione del governo sovietico durante il golpe: dopo un'accesa discussione sulle questioni economiche dell'URSS, Pavlov venne sostituito da Vitalij Dogužiev come primo ministro.

#### Stampa e consenso
Il 19 agosto, il GKČP emise la risoluzione n. 2 sulla limitazione temporanea dell'elenco delle pubblicazioni sociopolitiche centrali, della città di Mosca e regionali dei seguenti giornali: Trud, Rabočaja Tribuna, Izvestija, Pravda, Krasnaja zvezda, Sovetskaja Rossija, Moskovskaja pravda, Leninskoe znamja e Sel'skaja žizn'.
Il GKČP faceva affidamento sui soviet regionali e locali, che erano ancora in gran parte dominati dal Partito Comunista, per sostenere il colpo di Stato formando comitati di emergenza locali per reprimere l'opposizione. Il Segretariato del PCUS sotto Boldin inviò telegrammi in codice ai comitati di partito locali per spingerli ad adottare misure "per garantire la partecipazione dei comunisti nell'assistenza al Comitato di Stato sullo stato di emergenza dell'URSS". Le autorità di El'cin scoprirono in seguito che quasi il 70% di loro lo appoggiava o cercava di rimanere neutrale. All'interno della RSFSR le oblast' di Samara, Lipeck, Tambov, Saratov, Orenburg, Irkutsk e Tomsk e i territori dell'Altaj e Krasnodar appoggiarono tutti il colpo di Stato e fecero pressione sul raikom affinché lo facesse, mentre solo tre oblast' oltre a Mosca e Leningrado si opposero. Tuttavia, alcuni dei Soviet affrontarono una resistenza interna contro il governo di emergenza. Le RSSA Tatara, di Cabardino-Balcaria, della Cecenia-Inguscezia, Buriazia e Ossezia del Nord si schierarono tutte con il GKČP. Il Comitato godette anche di un forte sostegno nelle regioni a maggioranza russa dell'Estonia e della Transnistria, mentre El'cin ebbe consensi a Sverdlovsk e Nižnij Novgorod.

#### Conferenza stampa del GKČP
Alle 17:00 a Mosca, il centro stampa del ministero degli affari esteri ospitò una conferenza stampa del GKČP, trasmessa in televisione. I membri del comitato erano vaghi e le loro parole parevano delle scuse: Janaev disse che il corso della perestrojka sarebbe continuato e che Gorbačëv era in vacanza a Foros e nulla lo avrebbe minacciato. Janaev chiamò Gorbačëv ed espresse la speranza che dopo il riposo sarebbe tornato in servizio e avrebbero potuto lavorare insieme. A causa delle sue mani tremanti, alcune persone pensarono che Janaev fosse ubriaco, mentre la sua voce tremante e la postura debole resero le sue parole poco convincenti. Victoria E. Bonnell e Gregory Frieden hanno notato che alla conferenza stampa furono concesse le domande spontanee dei giornalisti che accusavano apertamente il GKČP di aver compiuto un colpo di Stato e una troupe giornalistica non censurò i movimenti irregolari di Janaev al contrario di quanto avveniva con leader del passato come Leonid Brežnev, facendo quindi apparire i golpisti al pubblico sovietico come inetti e incompetenti. I servizi di sicurezza di Gorbačëv riuscirono a creare un'antenna televisiva improvvisata in modo che lui e la sua famiglia potessero guardare la conferenza stampa. Dopo averla vista, Gorbačëv sperò che El'cin fosse stato in grado di fermare il colpo di Stato.
Janaev e il resto del GKČP ordinarono al Gabinetto dei ministri di modificare il piano quinquennale in vigore per alleviare la carenza di alloggi. A tutti gli abitanti delle città fu dato un terzo di acro ciascuno per combattere la carenza invernale coltivando frutta e verdura. A causa della malattia di Valentin Pavlov, i compiti del capo del governo dell'URSS furono affidati al primo vicepremier Vitalij Dogužiev.

### 20 agosto 1991
Alle 3:00, il genero di Gorbačëv, Anatolij Virganskij, utilizzò una videocamera amatoriale per registrare l'appello del presidente sovietico contro il colpo di Stato anticostituzionale e la detenzione illegale. La cassetta fu resa pubblica dopo lo scioglimento del Comitato di emergenza.
Alle 8 del mattino, il capo di stato maggiore generale Michail Aleksandrovič Moiseev ordinò che il Čeget, nome in codice della valigetta per il controllo delle armi nucleari sovietiche, fosse restituito a Mosca. Sebbene avesse scoperto che le azioni del GKČP avevano interrotto le comunicazioni con gli ufficiali in servizio per il nucleare, il Čeget fu restituito a Mosca entro le 14:00. Tuttavia, il comandante in capo dell'aeronautica sovietica, il maresciallo Evgenij Ivanovič Šapošnikov, si oppose al colpo di Stato e affermò nelle sue memorie che lui, il comandante delle forze aviotrasportate Gračëv, il comandante delle forze missilistiche strategiche Maksimov e il comandante della marina Černavin si opposero apertamente al colpo di Stato, rifiutandosi di eseguire gli ordini per un eventuale lancio nucleare. Dopo il golpe, Gorbačëv si rifiutò di ammettere di aver perso il controllo delle armi nucleari.

Nella mattinata, i minatori dei bacini di Vorkuta e degli Urali settentrionali scioperarono e fu chiuso il 40% delle miniere nell'oblast' di Kemerovo. Gli impiegati dei trasporti di Mosca continuarono comunque a lavorare. La direzione dei sindacati, assieme al Comitato centrale del Komsomol, chiese di escludere l'uso della forza e di dare a Gorbačëv l'opportunità di parlare al popolo. 

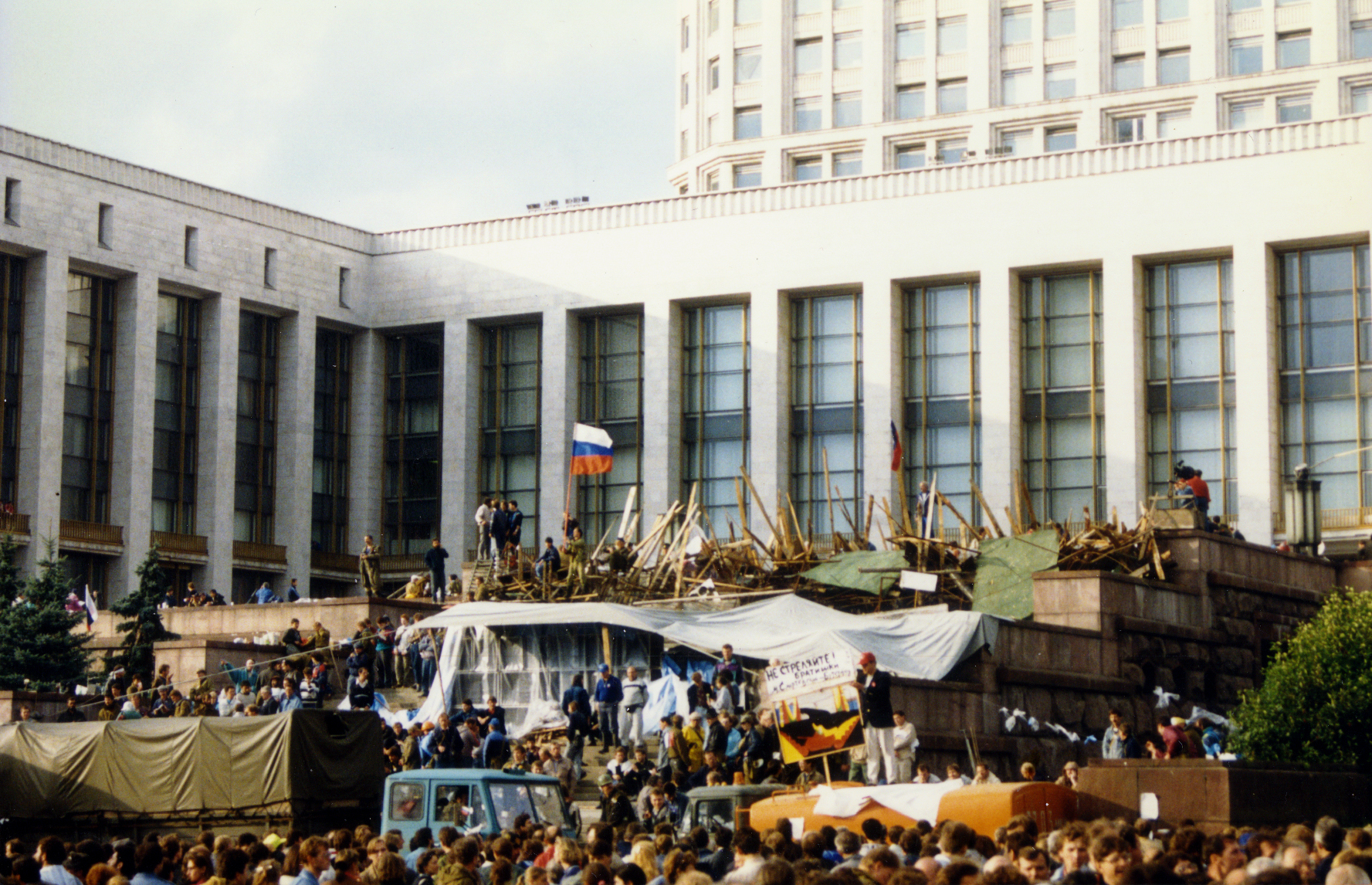
Barricate davanti all'ingresso della Casa Bianca di Mosca

Janaev firmò un decreto con il quale i decreti di El'cin furono resi illegali e il GKČP iniziò a considerare l'assalto al Soviet supremo della RSFSR. Il generale Kalinin nominò Lužkov comandante della città, ma Lužkov affermò che Mosca non aveva bisogno di comandanti. I difensori della Casa Bianca si prepararono, la maggior parte disarmati, e i carri armati di Evdokimov furono spostati dalla Casa Bianca in serata. Il quartier generale improvvisato della difesa della Casa Bianca era guidato dal generale Kobec, un deputato del popolo russo della RSFS nominato da El'cin come ministro della difesa della RSFSR, che ordinò il ritiro delle truppe da Mosca e il loro ritorno ai luoghi di dispiegamento permanente. Fuori dall'edificio, Eduard Shevardnadze, Mstislav Rostropovič e Elena Bonnėr tennero discorsi a sostegno di El'cin. All'interno della Casa Bianca, la difesa fu assunta dalla milizia, dalle guardie della Casa Bianca, da alcuni ufficiali del KGB e da veterani della guerra in Afghanistan armati di armi leggere.
El'cin emanò decreti che riassegnarono a lui le autorità esecutive sull'esercito dell'Unione. Successivamente, inviò una lettera ad Anatolij Luk'janov per chiedere nuovamente la verifica dello stato di salute di Gorbačëv da parte di medici indipendenti, nonché l'abolizione dello stato di emergenza, il ritiro delle truppe da Mosca e lo scioglimento del Comitato di emergenza. Successivamente telefonò al Presidente degli Stati Uniti d'America George H. W. Bush e al Primo ministro del Regno Unito John Major per ottenere aiuti contro il GKČP.
A Leningrado si tenne sulla piazza del Palazzo una manifestazione di protesta con 300 000 persone contro il colpo di Stato: l'intero centro della città era pieno di gente e il GKČP decise di non inviare truppe, mentre i carri armati e le unità aviotrasportate furono fermati alla periferia della città. Durante i giorni del putsch, l'apparato del movimento "Russia democratica", che stava resistendo attivamente al GKČP, ricevette centinaia di messaggi da varie località della RSFSR sulla loro disponibilità a iniziare una campagna di massa di disobbedienza civile.
I membri del Consiglio di sicurezza dell'URSS Evgenij Primakov e Vadim Bakatin firmarono una dichiarazione secondo cui Gorbačëv era sano e che le azioni del GKČP erano illegali. Primakov cercò di convincere Janaev a ritirare le truppe da Mosca e ottenne la promessa che Janaev avrebbe fatto di tutto per normalizzare la situazione.

#### Operazione Grom
Rendendosi conto della situazione a loro svantaggio, Krjučkov, Jazov e Pugo iniziarono la mattina del 20 agosto a preparare un'azione militare a Mosca. Per sviluppare un piano operativo, fu formato un quartier generale, guidato dal vice ministro della difesa dell'URSS e colonnello generale Vladislav Alekseevič Ačalov.
Nel pomeriggio, i membri del GKČP (con l'eccezione di Pavlov che era stato riportato nella sua dacia dalla moglie per ubriachezza) approvarono il piano dell'operazione Grom (in russo Операция Гром?, Operacija Grom, lett. "Operazione tuono") per la conquista della Casa Bianca, concepito dai vice di Krjučkov e Jazov, dal generale del KGB Ageev e dal generale dell'esercito Ačalov.
L'operazione Grom avrebbe visto la partecipazione di unità speciali del gruppo Al'fa e Vympel con il supporto di forze aviotrasportate, OMON di Mosca, ODON, uno squadrone di elicotteri e tre compagnie di carri armati. Furono selezionati luoghi per la detenzione e degli ospedali per i feriti. Uno dei membri dell'assalto doveva essere il vicecomandante delle truppe aviotrasportate, il generale Aleksandr Lebed', che poi accettò di partecipare all'operazione militare. Secondo i golpisti, il generale Ačalov avrebbe dovuto diventare un dittatore militare. L'operazione avrebbe dovuto avere iniziò alle 3:00 del 21 agosto, con il sequestro dell'edificio in 12-20 minuti e la detenzione di El'cin e dei suoi collaboratori nella base aerea Zavidovo.
A mezzogiorno, il comandante del distretto militare di Mosca, il generale Nikolaj Kalinin, nominato da Janaev comandante militare di Mosca, dichiarò il coprifuoco nella capitale dalle 23:00 alle 5:00, in vigore dal 20 agosto, e le unità motorizzate della Divisione Tamanskaja iniziarono a pattugliare il centro di Mosca per farlo rispettare. Tuttavia, fu ordinato anche l'inizio del ritiro delle attrezzature militari dalla città.
Il comandante del gruppo Al'fa, il generale Viktor Karpuchin, e altri alti ufficiali dell'unità insieme a Lebed' s'inserirono nella folla vicino alla Casa Bianca e valutarono la possibilità di tale operazione. Successivamente, Karpuchin e il comandante del Vympel, il colonnello Beskov, cercarono di convincere Ageev che l'operazione avrebbe provocato spargimenti di sangue e doveva essere annullata. Lebed', con il consenso del suo superiore Gračëv, tornò alla Casa Bianca e informò segretamente il quartier generale della difesa che l'attacco sarebbe iniziato alle 2:00.

#### Crisi del GKČP
Alla riunione serale del GKČP, i suoi partecipanti affermano che gli eventi nel paese non si stavano sviluppando a favore del comitato e pertanto fu introdotto un governo presidenziale diretto in un certo numero di repubbliche e regioni sovietiche (Stati baltici, Moldavia, Armenia, Georgia, nelle regioni occidentali dell'Ucraina, a Leningrado e nell'oblast' di Sverdlovsk), e fu decisa la preparazione di proposte sulla composizione di un GKČP autorizzato che potevano essere inviate sul campo per attuare la linea politica della nuova leadership sovietica.
Fu adottato il decreto n. 3, che limitò l'elenco dei canali televisivi e radiofonici da Mosca, le attività radiotelevisive nella RSFS Russa, e sospese le trasmissioni dell'Echo di Mosca. I dispacci della TASS enfatizzarono un approccio intransigente contro la criminalità, in particolare i crimini economici e la mafia russa. Successivamente furono scoperte bozze di decreto che avrebbero consentito alle pattuglie di polizia e militari di sparare ai "teppisti", compresi i manifestanti pro-democrazia.
Nel frattempo, il Consiglio Supremo dell'Estonia dichiarò alle 23:03 il pieno ripristino dello status di indipendenza della Repubblica di Estonia dopo 51 anni, mentre la Georgia chiese alle nazioni occidentali di riconoscere tutte le repubbliche dell'URSS come Stati indipendenti.

### 21 agosto 1991
Nella mezzanotte, il gruppo Al'fa non ricevette alcun ordine scritto per assaltare il parlamento ma un BMD si avvicinò alle barricate del Casa Bianca dal lato dell'ambasciata degli Stati Uniti e ciò venne interpretato dai manifestanti come l'inizio dell'assalto. 
Verso l'una di notte, non lontano dalla Casa Bianca, filobus e macchine per la pulizia delle strade furono utilizzati per barricare un tunnel contro i veicoli da combattimento della fanteria (BMP) della Tamanskaja in arrivo. In uno scontro con uno dei veicoli, morirono tre uomini: Dmitrij Komar, Vladimir Usov e Il'ja Kričevskij, mentre molti altri sono rimasti feriti. Komar, un veterano della guerra sovietico-afghana di 22 anni, fu colpito a colpi di arma da fuoco e schiacciato mentre cercava di coprire la fessura di osservazione di un BMP in movimento. Usov, un economista di 37 anni, fu ucciso da un proiettile vagante mentre veniva in aiuto di Komar. La folla diede fuoco a un BMP e Kričevskij, un architetto di 28 anni, fu ucciso mentre le truppe scappavano. Secondo Sergej Parchomenko, giornalista e attivista per la democrazia che era tra la folla a difendere la Casa Bianca, "quelle morti ebbero un ruolo cruciale: entrambe le parti furono così inorridite che posero un freno a tutto". Ognuno dei tre fu in seguito insignito da Gorbačëv del titolo di "Eroe dell'Unione Sovietica".

Francobolli sovietici dedicati alle uniche tre vittime civili del golpe
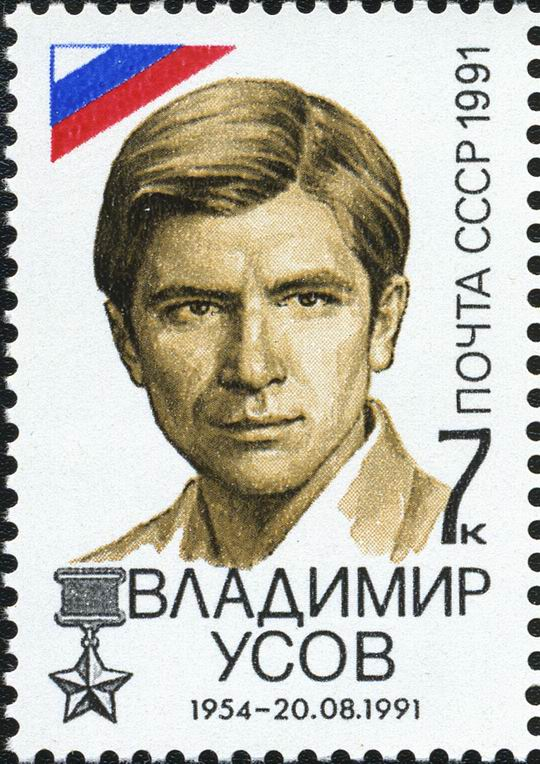
Vladimir Usov
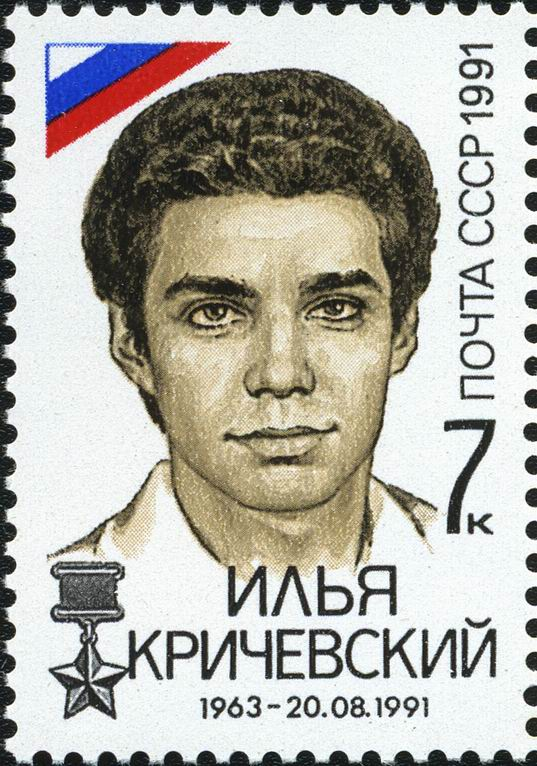
Il'ja Kričevskij
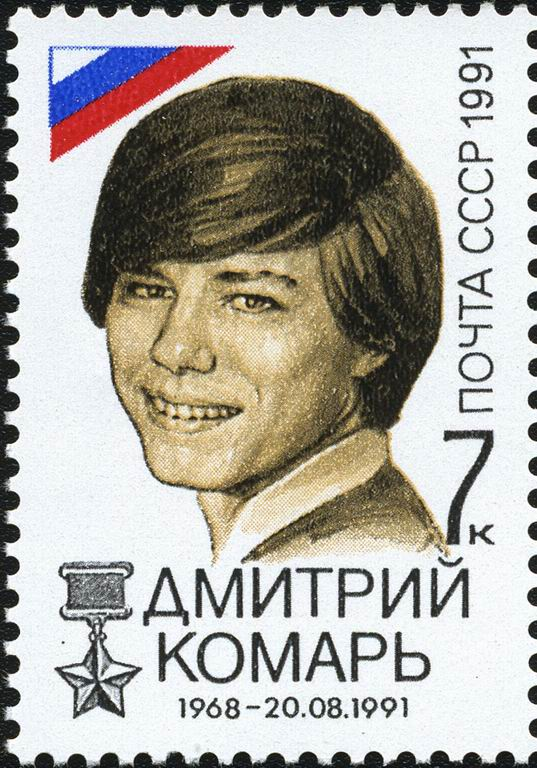
Dmitrij Komar'

Verso le 2:00 del 21 agosto, tutte le unità del gruppo d'assalto raggiunsero le loro posizioni iniziali. I comandanti condussero una ricognizione a terra e riferirono al quartier generale della loro disponibilità. Il generale Ačalov prese parte direttamente alla ricognizione, che doveva coordinare le azioni del gruppo. Per iniziare l'assalto alla Casa Bianca, tutto ciò che serviva era l'ordine vperëd, "avanti". La sede operativa non voleva emettere un tale ordine senza una decisione ufficiale scritta del GKČP. Considerando la portata dell'operazione e le sue conseguenze, il quartier generale di Ačalov chiese che la leadership dell'URSS si assumesse la piena responsabilità: per più di un'ora fu attesa una decisione, firmata almeno da Jazov o Krjučkov, e più di una volta i membri del quartier generale avevano cercato di contattare entrambi, senza successo.
Nessuno dei leader del putsch si assunse la responsabilità personale dell'operazione e dell'inevitabile perdita di vite umane. Le squadre e i comandanti delle unità preparate per l'assalto erano in attesa, ma non fu dato loro alcun ordine. Poi verso le 3 del mattino Ačalov ordinò di annullare l'operazione e di ritirare le unità dal centro della città. Il fallimento dell'operazione determinò l'inevitabile sconfitta del GKČP.
Il gruppo Al'fa e i Vympel non si trasferirono alla Casa Bianca come previsto e Jazov ordinò alle truppe di ritirarsi da Mosca. Emersero anche notizie secondo cui Gorbačëv era stato posto agli arresti domiciliari in Crimea. Durante l'ultimo giorno dell'esilio della sua famiglia Raisa Gorbačëva ebbe un lieve ictus.

#### Fallimento del golpe e scioglimento del GKČP

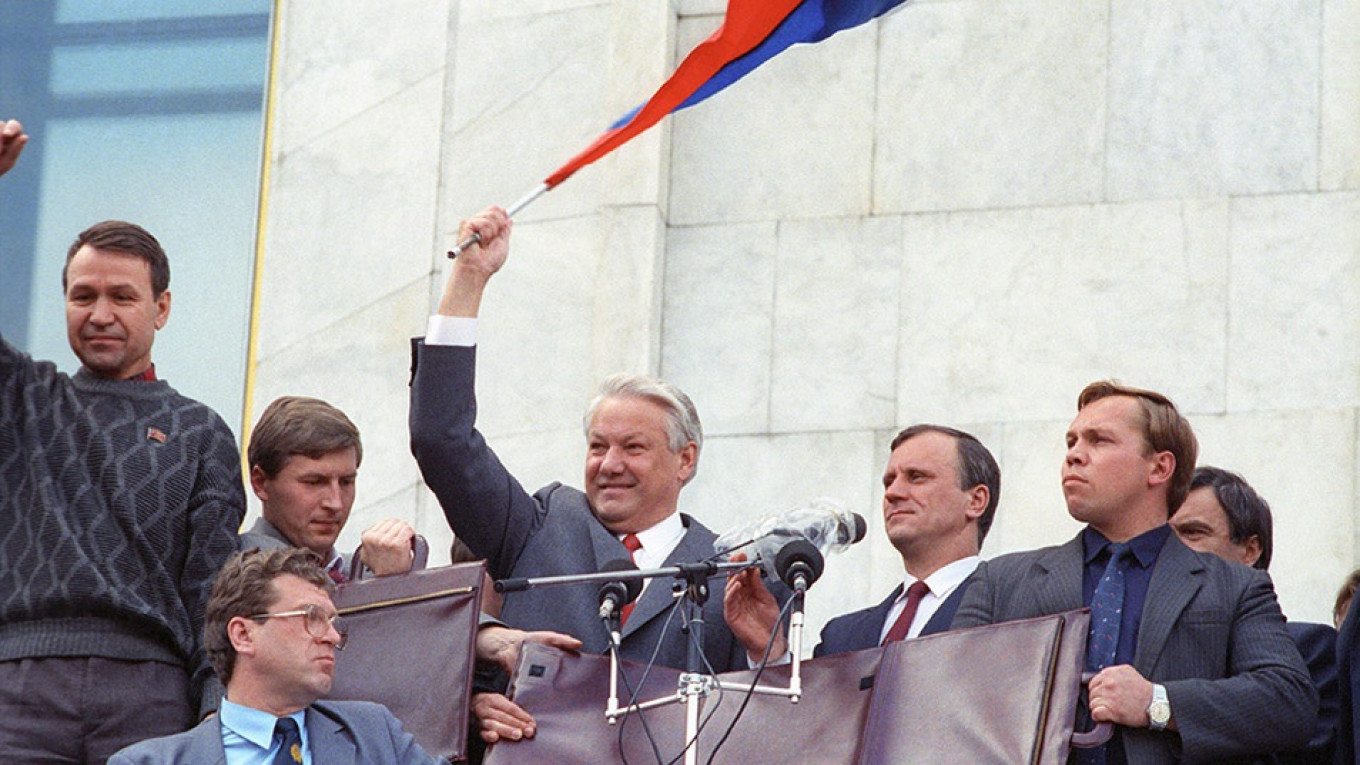
Boris El'cin il 22 agosto 1991

La mattina del 21 agosto era arrivata una svolta decisiva negli eventi. Le truppe iniziarono a muoversi da Mosca alle 8:00 e si verificò una spaccatura nell'esercito: la maggior parte delle unità militari si rifiutò di eseguire gli ordini del GKČP e l'attività militare di quest’ultimo venne annullata. Alle 3 del mattino il comandante in capo dell'aeronautica sovietica, il maresciallo Evgenij Ivanovič Šapošnikov, suggerì al ministro della difesa Jazov di ritirare le truppe da Mosca e di sciogliere il GKČP.
Il 21 agosto, al collegio del ministero della difesa, quando Jazov cercò di chiamare all'ordine i suoi subordinati, Šapošnikov, il comandante delle forze aviotrasportate Gračëv, il comandante delle forze missilistiche strategiche Maksimov e il comandante della marina Černavin si opposero apertamente. Di conseguenza, la mattina del 21 agosto, Jazov diede l'ordine di ritirare le truppe da Mosca nei loro luoghi di dispiegamento permanente. I membri del GKČP s'incontrarono al ministero della Difesa e, non sapendo come agire, decisero di inviare una delegazione formata da Krjučkov, Jazov, Baklanov, Tizjakov, Luk'janov e il vice segretario generale del PCUS Vladimir Ivaško per incontrare Gorbačëv.
Alle 16:52, il vice presidente della RSFSR Aleksandr Ruckoj e il primo ministro della RSFSR Ivan Silaev incontrarono Gorbačëv. Poco dopo, la delegazione del GKČP arrivò alla dacia presidenziale in Crimea ma Gorbačëv la respinse e chiese di ripristinare la comunicazione con il mondo esterno. Con il ripristino delle comunicazioni della dacia a Mosca, Gorbačëv dichiarò nulle tutte le decisioni del GKČP e congedò i suoi membri dai loro uffici statali. Allo stesso tempo, il presidente a interim dell'URSS Janaev firmò un decreto in cui si dichiarò lo scioglimento del Comitato statale dello stato di emergenza, l'annullamento di tutte le sue decisioni e si dimise dalla sua carica.
Verso le 16:00, il Presidium del Soviet Supremo dell'URSS, presieduto dal presidente del Soviet dell'Unione Ivan Laptev, adottò una risoluzione in cui venne dichiarata illegale l'effettiva rimozione del presidente dell'URSS dalle sue funzioni e fu chiesto al vicepresidente di annullare i decreti e le decisioni dello stato di emergenza ritenuti giuridicamente invalidi dal momento della loro firma.
Alle 22:00, il procuratore generale della RSFSR Valentin Stepankov emise un mandato d'arresto nei confronti degli ex membri del GKČP.
Durante quel periodo, il Consiglio Supremo della Repubblica di Lettonia dichiarò ufficialmente la propria sovranità confermando l'atto di ripristino dell'indipendenza del 4 maggio 1991. In Estonia, appena un giorno dopo la restituzione dell'indipendenza, la torre televisiva di Tallinn fu occupata dalle truppe aviotrasportate: mentre le trasmissioni furono interrotte, il segnale radio divenne un importante strumento della Lega difensiva estone (le forze armate unificate paramilitari dell'Estonia) i cui membri erano barricati all'ingresso nelle sale dei segnali. In serata, giunta alla repubblica la notizia del fallimento del golpe, i paracadutisti liberarono la torre e lasciarono la capitale.

## Eventi successivi

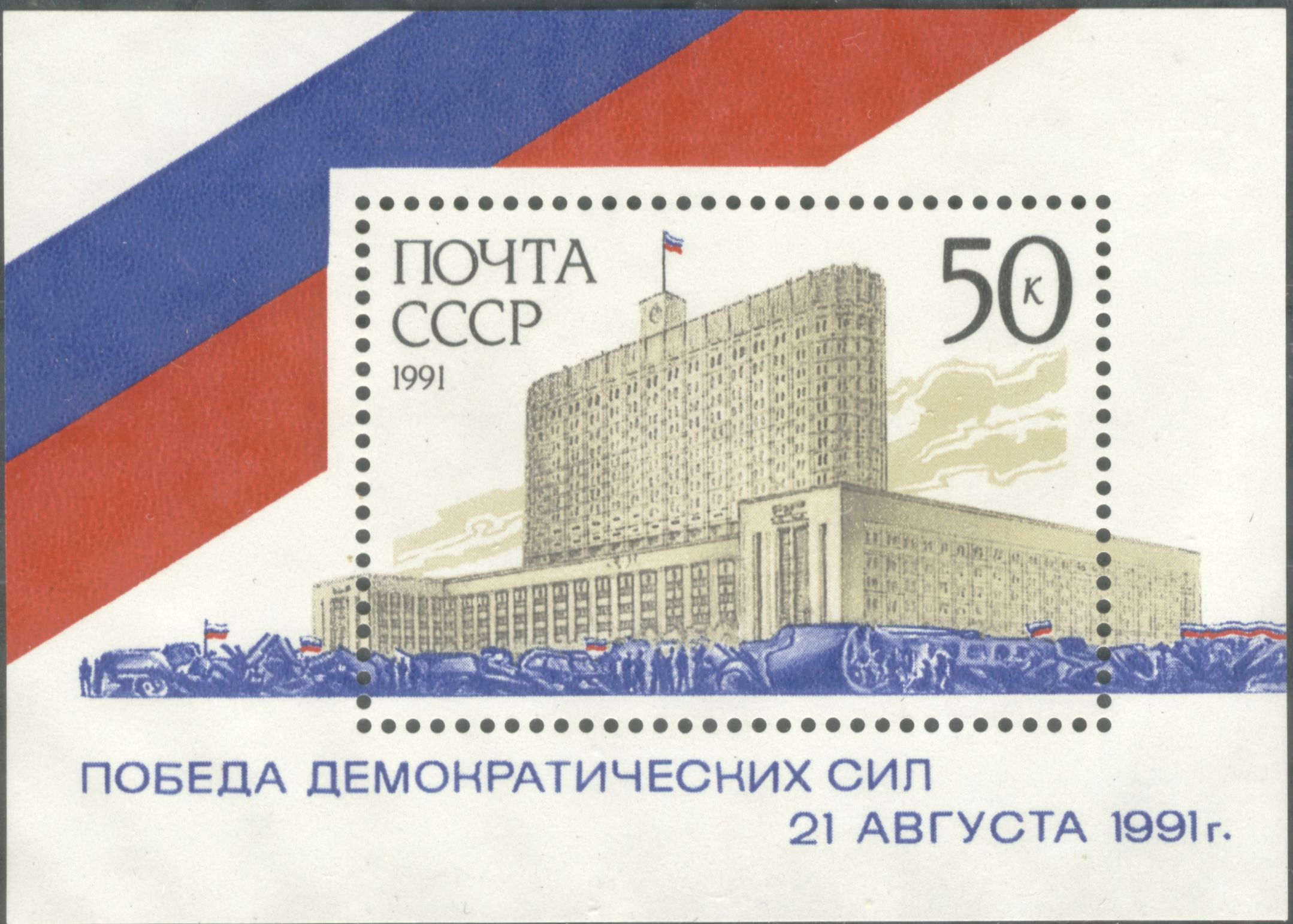
Francobollo sovietico dedicato alla "Vittoria delle forze democratiche"

A mezzanotte del 22 agosto 1991, Michail Gorbačëv tornò a Mosca da Foros insieme a Ruckoj e Silaev su un aereo Tu-134. Subito dopo, partì il mandato d'arresto della Procura sovietica nei confronti degli ex membri del GKČP e, dopo esser partiti da Foros, Krjučkov, Jazov e Tizjakov furono subito arrestati. Alle sei del mattino, il vicepresidente Gennadij Janaev fu detenuto nel suo ufficio e portato nell'ufficio del procuratore della RSFSR.
Alle 10:00 si svolse una riunione del Presidium del Soviet Supremo dell'URSS sotto la guida dei presidenti delle camere del Soviet Supremo dell'URSS Ivan Laptev e Rafiq Nishonov. Il Presidium accettò di perseguire e arrestare i deputati del popolo dell'URSS Oleg Baklanov, Vasilij Starodubcev, Valerij Boldin, Valentin Varennikov e Oleg Šenin. I membri del disciolto GKČP e i loro aiutanti furono trasferiti nella prigione di Matrosskaja tišina a Mosca.
La settimana successiva, dopo essersi dimesso dalla carica di presidente del Soviet Supremo dell'URSS, Anatolij Luk'janov dichiarò:
Una volta rientrato a Mosca, Gorbačëv si limitò a promettere l'espulsione dal Partito Comunista dell'Unione Sovietica i rivoltosi, ma Boris El'cin pretese pubblicamente una svolta più drastica.
Il 24 agosto Michail Gorbačëv si dimise da Segretario Generale del PCUS. Volodymyr Ivaško divenne Segretario Generale del PCUS fino al 29 agosto, giorno in cui si dimise. Lo stesso giorno il Presidente Boris El'cin, con il decreto n. 83 trasferiva gli archivi del PCUS alle autorità dell'archivio di Stato. Il 25 agosto, con il decreto n. 90, nazionalizzava le proprietà del PCUS in Russia.
Infine Boris Nikolaevič El'cin emanò il decreto del 6 novembre 1991, n. 169 che formalmente metteva fine, proibendola, all'attività del PCUS in Russia.
Il 14 gennaio 1992, dopo la dissoluzione dell'Unione Sovietica l'indagine sul caso GKČP fu completata e il 7 dicembre dello stesso anno i materiali del caso furono trasferiti al procuratore generale della Federazione Russa per l'approvazione dell'atto d'accusa, firmato esattamente una settimana dopo. Nel gennaio 1993 tutti gli accusati furono rilasciati dalla custodia con il divieto di uscire dal Paese.

## Reazione internazionale

### Stati Uniti

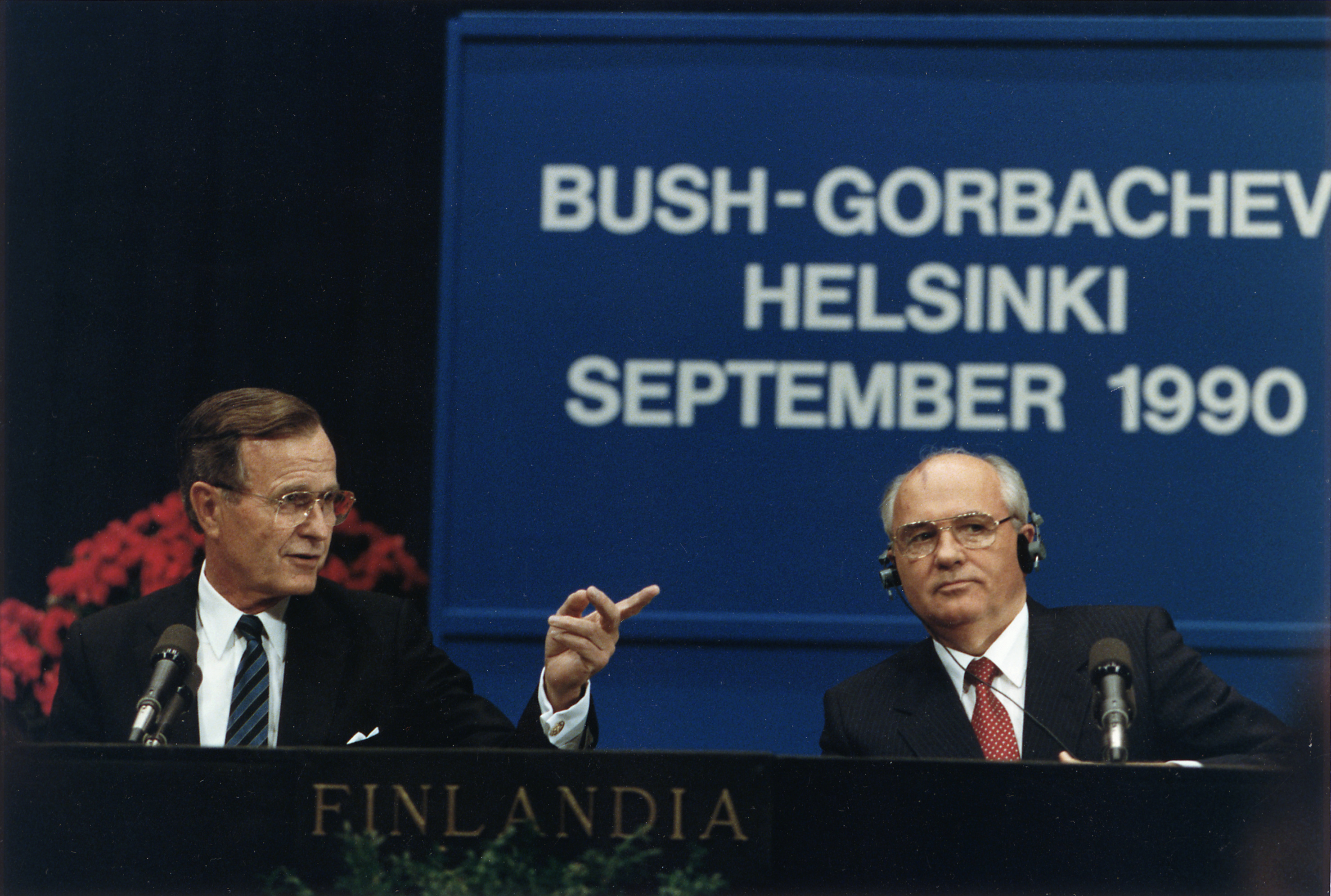
George H. W. Bush e Michail Gorbačëv nel 1990

Durante la sua vacanza a Walker's Point Estate a Kennebunkport, Maine, il Presidente degli Stati Uniti d'America George H. W. Bush venne subito avvisato degli eventi in Unione Sovietica e chiese subito il ripristino al potere di Gorbačëv e dichiarò che gli Stati Uniti non avrebbero accettato la legittimità del nuovo governo sovietico autoproclamato. Tornò subito alla Casa Bianca e sull'Air Force One ricevette una lettera da Kozyrev. Bush si consultò con i principali Paesi occidentali e sospese i programmi di aiuti economici verso l'URSS.
Il 2 settembre 1991, gli Stati Uniti riconobbero l'indipendenza di Estonia, Lettonia e Lituania quando Bush tenne la conferenza stampa a Kennebunkport. Il colpo di Stato ha anche portato diversi membri del Congresso come il repubblicano Richard Lugar e i democratici Sam Nunn e Les Aspin a preoccuparsi della sicurezza delle armi di distruzione di massa sovietiche e del potenziale di proliferazione nucleare in condizioni instabili. Nonostante l'opposizione pubblica a ulteriori aiuti all'Unione Sovietica e l'ambivalenza da parte dell'amministrazione Bush, supervisionarono la ratifica del Soviet Nuclear Threat Reduction Act del dicembre 1991 che autorizzò i finanziamenti agli Stati post-sovietici per lo smantellamento di scorte di armi di distruzione di massa.

### Europa
- Bulgaria — Riguardo al golpe, il presidente Želju Želev affermò che "tali metodi antidemocratici non possono mai portare a nulla di buono né per l'Unione Sovietica, né per l'Europa dell'Est, né per gli sviluppi democratici nel mondo."[105][110]
- Cecoslovacchia — Il presidente Václav Havel avvisò la sua nazione di una possibile "ondata di rifugiati" proveniente dal confine con la RSS Ucraina. Tuttavia, Havel disse che "non è possibile invertire i cambiamenti che sono già avvenuti in Unione Sovietica" e che "la democrazia alla fine prevarrà in Unione Sovietica".[105][111] Il portavoce del ministero degli interni Martin Fendrych disse che era stato spostato un numero imprecisato di truppe per rinforzare il confine cecoslovacco con l'URSS.[105] L'esercito cecoslovacco fu messo nello stato di allerta e alcune truppe furono dislocate nei pressi delle basi sovietiche ancora situate sul territorio.[111] Alexander Dubček considerò "seria e allarmante" la situazione in Unione Sovietica a partire dall'esclusione di Gorbačëv e degli organi costituzionali sovietici nella proclamazione dello stato di emergenza, ma non vide alcun motivo per cui la Cecoslovacchia avrebbe dovuto preoccuparsi e che non avrebbe potuto ripetersi un evento simile all'operazione Danubio del 1968.[111][112][113]
- Danimarca — Il ministro degli esteri Uffe Ellemann-Jensen affermò che il processo di cambiamento nell'URSS non poteva essere invertito, e in una dichiarazione disse: "Sono successe così tante cose e così tante persone sono state coinvolte nei cambiamenti in Unione Sovietica che non riesco a vedere un'inversione totale".[105]
- Finlandia — Il ministro degli interni Mauri Pekkarinen riportò la chiusura della frontiera con l'URSS a Värtsilä, nell'istmo careliano, da parte dei golpisti.[114] Pekkarinen affermò che non era necessario un allarme eccessivo ma era stata aumentata la sorveglianza lungo il confine.[114] Il maggiore della guardia di confine Hannu Malinen riportò che non vi erano stati problemi, con l'eccezione di una chiusura di due ore del valico di Vartius.[114]
- Francia — Il presidente François Mitterrand condannò il colpo di Stato e invitò i nuovi governanti dell'Unione Sovietica a garantire la vita e la libertà di Gorbačëv e del presidente russo Boris El'cin, "rivale di Gorbačëv nella mutevole Unione Sovietica".[105] Mitterrand aggiunse che "la Francia attribuisce un alto prezzo alla vita e alla libertà dei signori Gorbačëv e El'cin che vengono garantite dai nuovi dirigenti di Mosca. Questi saranno giudicati dai loro atti, soprattutto sulla maniera in cui le due alte personalità in questione saranno trattate".[105] Mitterrand chiese inoltre la riunione dei vertici della CEE per discutere della situazione,[115] ma preferì aspettare a porre eventuali sanzioni.[107][116] Il segretario generale del Partito Comunista Francese Georges Marchais elogiò il ruolo del PCUS nel fallimento del golpe e riconobbe anche quello di Boris El'cin, quest'ultimo definito una figura arrogante, irresponsabile e di destra.[117][118] Respinse inoltre le critiche esterne dei fuoriuscititi dal PCF riguardo alla mancata condanna radicale del colpo di Stato in Unione Sovietica.[118] Il PCF non credeva alla "fine del ruolo del comunismo nella storia", come sostenuto invece dall'ex portavoce del partito passato alla dissidenza Pierre Juquin, ma temevano l'espansione della leadership USA nel mondo e accusavano El'cin di essere uno strumento di Bush.[118]
- Germania — Il cancelliere Helmut Kohl interruppe la sua vacanza in Austria e tornò a Bonn per una riunione d'emergenza. Kohl presentò un documento concordato con Bush, Mitterrand e il premier britannico John Major, dove si dichiarava che l'URSS avrebbe potuto avere gli aiuti economici soltanto se avesse rispettato il processo di democratizzazione e i diritti umani e l'incolumità di Gorbačëv.[107][119][120] La presenza sul territorio della ex Repubblica Democratica Tedesca di oltre 273 000 soldati del Gruppo di forze sovietiche in Germania ancora da rimpatriare destò preoccupazione, ma Kohl affermò che Mosca avrebbe ritirato le sue rimanenti truppe nei tempi previsti.[119][121] Björn Engholm, leader del Partito Socialdemocratico Tedesco all'opposizione, esortò gli Stati membri della Comunità europea a "parlare con una sola voce" sulla situazione e affermò che "l'Occidente non dovrebbe escludere la possibilità di imporre sanzioni economiche e politiche all'Unione Sovietica per evitare una svolta a destra, a Mosca".[105]
- Grecia — La leadership greca definì "allarmante" la situazione in Unione Sovietica. L'Alleanza della Sinistra a guida comunista e l'ex primo ministro socialista Andreas Papandreou rilasciarono entrambi delle dichiarazioni di condanna del colpo di Stato.[105]
- Italia — Il presidente del Consiglio Giulio Andreotti dichiarò inizialmente che il golpe era una questione interna dell'URSS e l'Italia non poteva ancora prendere una posizione.[107] Achille Occhetto, il capo del Partito Democratico della Sinistra si schierò nettamente contro i golpisti, affermando che Gorbačëv era ancora il legittimo presidente dell'URSS e chiedendo ad Andreotti di non riconoscere la loro autorità, e si accordò con il Partito Socialista Italiano di Bettino Craxi.[107][122][123] Occhetto definì la cacciata di Gorbačëv "un evento drammatico di proporzioni mondiali che avrà immense ripercussioni sulla vita internazionale".[105] Il ministro degli esteri Gianni De Michelis affermò che l'Italia non doveva scegliere tra Gorbačëv ed El'cin, ma sostenere entrambi per non interrompere il processo di democratizzazione.[124] I sindacati CGIL, CISL e UIL indissero uno sciopero generale contro il golpe per il 28 agosto.[125]
- Polonia — Il presidente Lech Wałęsa fece appello alla calma e, in una dichiarazione letta alla radio polacca dal portavoce Andrzej Drzycimski, affermò che "la situazione in URSS è significativa per il nostro paese e può influenzare le nostre relazioni bilaterali. Vogliamo quindi essere amichevoli", con l'intenzione comunque di mantenere la propria sovranità.[105][113] Wałęsa si consultò in segreto con l'ex leader della Repubblica Popolare Polacca Wojciech Jaruzelski, figura chiave durante il periodo della legge marziale, per avere consigli sulla leadership sovietica.[110][113]
- Portogallo — Il Partito Comunista Portoghese accolse positivamente il tentato colpo di Stato, accusando in seguito El'cin di violare la costituzione sovietica e gli Stati Uniti di ingerenza nelle questioni interne sovietiche.[126]
- Regno Unito — Il primo ministro John Major riunì subito il governo il 19 agosto per discutere della crisi: denunciò le azioni dei golpisti ritenendo la deposizione di Gorbačëv incostituzionale, ordinò il congelamento di 80 milioni di dollari di aiuti per l'URSS e intimò il ministro degli esteri Douglas Hurd di fare pressioni sugli altri Paesi CEE per fare altrettanto e di assicurare la rapida associazione di Polonia, Cecoslovacchia e Ungheria.[105][106][127] Major ebbe una lunga conversazione con il presidente Bush e con il primo ministro polacco Bielecki, mentre Hurd convocò d'urgenza l'ambasciatore sovietico a Londra per esprimergli la sua "profonda angoscia" per gli eventi di Mosca.[127][128]
- Spagna — Il leader del Partito Comunista di Spagna e della coalizione Sinistra Unita Julio Anguita dichiarò che El'cin sarebbe stato una fonte di problemi per l'URSS, definendolo un uomo della destra occidentale ma coraggioso nel guidare la resistenza al golpe.[118]
- Svezia — La portavoce dell'Ente per l'immigrazione svedese Marie Anderson affermò che la Svezia era pronta ad accogliere un'ondata di oltre 100 000 profughi dall'URSS, ma ipotizzò la creazione da parte dei golpisti di una cortina di ferro per impedire l'uscita dall'URSS.[114]
- Romania — Il governo romeno si schierò contro il golpe e il primo ministro Petre Roman chiese il supporto da parte dell'Occidente per evitare la possibile reinstaurazione del regime socialista nel Paese.[129] La portavoce Mihnea Costantinescu affermò che la Romania era inquietata dal blocco della democratizzazione e dall'impiego di metodi incostituzionali in Unione Sovietica, sintomo di una tendenza alla rinascita del totalitarismo.[129] Tuttavia, destò preoccupazione la posizione geografica della Romania tra la Jugoslavia e l'URSS entrambe sull'orlo della guerra civile, come riferito dal dirigente del Consiglio del Fronte di Salvezza Nazionale Liviu Muresan, e fu chiesto un ulteriore supporto occidentale.[130] L'ex membro del Fronte Silviu Brucan affermò che se il golpe fosse riuscito, il GKČP avrebbe potuto occuparsi degli ex Stati satellite dell'URSS.[113]
- Ungheria — Il premier József Antall riunì i capi delegazione dei partiti parlamentari per discutere del golpe, affermando che gli eventi non avrebbero potuto ostacolare il processo di democratizzazione dell'Ungheria.[113] Il vicepresidente del Parlamento Mátyás Szűrös affermò che il colpo di Stato aveva aumentato il rischio di una guerra civile in Unione Sovietica. Attribuì il crollo dell'economia sovietica non al risultato della politica di Gorbačëv ma all'"influenza paralizzante dei conservatori". "Improvvisamente, la probabilità di una guerra civile in Unione Sovietica è aumentata".[105]
- Slovenia — Il ministro degli esteri Dimitrij Rupel affermò che il golpe avrebbe potuto avere drammatiche conseguenze, spingendo i dogmatici jugoslavi a ristabilire il totalitarismo, e che la neonata Repubblica di Slovenia doveva accelerare il distacco dalla Federazione e ottenere il riconoscimento internazionale.[131]

### Paesi socialisti
- Cina — L'agenzia di stampa ufficiale Xinhua diede la notizia del colpo di Stato senza commenti politici da parte del governo cinese,[132] che considerò l'evento come una questione interna sovietica.[126][133] Osservatori e diplomatici a Pechino riportarono che la direzione ortodossa del Partito Comunista Cinese disapprovava fortemente il programma di liberalizzazione politica di Gorbačëv.[134] Il governo cinese si preoccupava delle capacità dei golpisti di garantire il pieno controllo della situazione, della sicurezza lungo il confine con l'URSS e dei possibili disordini fra le minoranze etniche vicino alle frontiere.[134] Il GKČP era inoltre interessato a risolvere la crisi sino-sovietica e migliorare le relazioni diplomatiche, inviando il vice ministro degli Esteri Aleksandr Belonogov a Pechino per discutere con il governo cinese.[22]
- Corea del Nord — Pyongyang annunciò con tono neutrale il golpe sulle pagine del Rodong Sinmun, nonostante la propaganda avesse definito Gorbačëv come un traditore.[135]
- Cuba — Il primo segretario del Partito Comunista di Cuba Fidel Castro si dichiarò preoccupato per gli eventi in Unione Sovietica e diffidò gli Stati Uniti dall'interferire.[136]
- Mongolia — Il governo si dichiarò preoccupato per gli eventi in Unione Sovietica perché avrebbero potuto avere un'influenza negativa diretta sulla Mongolia.[137]
- Jugoslavia — Il governo federale si riunì subito per discutere del golpe e delle ripercussioni non indifferenti sulla situazione jugoslava.[131] Il vicepresidente federale Branko Kostić preferì rinviare i colloqui tra le repubbliche fino a quando la situazione politica nell'URSS non si fosse stabilizzata.[131] Per il presidente Ante Marković, l'eventuale sconfitta di Gorbačëv avrebbe inflitto un duro colpo alla sua strategia di alleanze per preservare l'unità della Jugoslavia, dato che il presidente sovietico aveva promesso che il Paese non si sarebbe mai disgregato.[131]

### Altri Paesi
- Australia — Il primo ministro Bob Hawke dichiarò: "Gli sviluppi in Unione Sovietica [...] sollevano la questione se lo scopo sia quello di invertire le riforme politiche ed economiche che hanno avuto luogo. L'Australia non vuole vedere repressione, persecuzione o azioni vendicative contro Gorbačëv o i suoi associati."[105]
- Canada — Il primo ministro Brian Mulroney si riunì con i suoi migliori consiglieri per discutere del rovesciamento di Michail Gorbačëv, ma i suoi funzionari affermarono che il primo ministro avrebbe probabilmente reagito con cautela allo sviluppo della situazione. Mulroney condannò il colpo di Stato e sospese gli aiuti alimentari e altre assicurazioni con l'Unione Sovietica.[138] Il 20 agosto 1991 il ministro degli esteri Barbara McDougall disse che "il Canada potrebbe lavorare con qualsiasi giunta sovietica che promette di portare avanti l'eredità di Gorbačëv, Lloyd Axworthy e il leader liberale Jean Chrétien hanno affermato che il Canada deve unirsi ad altri governi occidentali per sostenere il presidente russo Boris El'cin, l'ex ministro degli esteri sovietico e presidente georgiano Eduard Shevardnadze e altre figure che combattono per la democrazia sovietica". McDougall incontrò in seguito l'incaricato d'affari dell'ambasciata sovietica Vasilij Sredin.[139]
- Corea del Sud — Inizialmente, la destituzione di Gorbačëv preoccupò la leadership sudcoreana perché avrebbe potuto portare a un irrigidimento del governo della Corea del Nord e all'inasprirsi delle tensioni tra le due Coree.[140] Inoltre, l'URSS aveva da poco riconosciuto la Corea del Sud e instaurato rapporti diplomatici ed economici diretti, e il cambio ai vertiti sovietici fece temere un ritorno al passato.[140] La notizia del fallimento del colpo di Stato fu accolta con favore dal presidente Roh Tae-woo, ritenendola una vittoria simbolica per il popolo sovietico: "È stato un trionfo del coraggio e della determinazione dei cittadini sovietici verso la libertà e la democrazia."[141]
- Filippine — La presidente filippina Corazon Aquino ha espresso profonda preoccupazione:[140] "Speriamo che i progressi verso la pace nel mondo [...] raggiunti sotto la guida del presidente Gorbačëv continuino a essere preservati e migliorati ulteriormente."[105]
- Giappone — Il primo ministro Toshiki Kaifu dichiarò che era ancora impossibile dare una valutazione sugli eventi in URSS a causa della scarsità di informazioni.[140] Il ministro degli esteri Taro Nakayama definì il colpo di Stato come una questione interna dell'Unione Sovietica.[140] Gli aiuti economici e prestiti furono comunque congelati.[140][141] Il capo della segreteria del gabinetto Misoji Sakamoto "Spero fortemente che il cambio di leadership non influenzi le politiche positive della perestrojka e della diplomazia del nuovo pensiero".[105] Il Giappone annunciò l'intenzione di partecipare ai colloqui con gli Stati Uniti e le altre potenze occidentali, proponendo una riunione del G7 per discutere una linea comune.[140][142]
- Giordania — Il re Husayn temette il malcontento dei sudditi palestinesi, galvanizzati da Saddam e speranzosi di una rivincita sovietica contro gli USA e Israele.[143] Il re s'incontrò con il presidente siriano Hafiz al-Asad ed entrambi disapprovarono formalmente il golpe.[143]
- Iran — Rasfanjani parlò di conservatori comunisti tornati al potere, vedendo anche il pericolo di un nuovo ordine mondiale voluto da Bush che avrebbe avuto successo solo con Gorbačëv al potere.[143] I giornali locali attaccarono il destituito presidente sovietico accusandolo di comportarsi come una spia americana.[144]
- Iraq — Il paese sotto Saddam Hussein era uno stretto alleato dell'Unione Sovietica fino a quando Gorbačëv non denunciò l'invasione del Kuwait nel 1990. Un portavoce iracheno citato dall'Iraqi News Agency affermò: "È naturale il fatto che noi accogliamo con piacere questo cambiamento come gli Stati e i popoli affetti dalle politiche del regime precedente."[105] In un comunicato del 19 agosto, il governo iracheno affermò che le politiche di Gorbačëv avevano danneggiato il "cammino" intrapreso da Baghdad.[143] Janaev scelse inoltre Saddam come primo interlocutore arabo, facendogli recapitare una lettera dall'incaricato d'affari sovietico a Baghdad.[144]
- Israele — Gli ufficiali israeliani sperarono che la rimozione di Gorbačëv non facesse deragliare la conferenza tenuta a Madrid o ridurre l'immigrazione di ebrei sovietici. L'Agenzia ebraica, che coordinò il flusso di ebrei dall'URSS, fece una riunione di emergenza per valutare gli effetti del golpe sull'immigrazione ebrea. Il ministro degli esteri David Levy affermò: "Stiamo seguendo da vicino e con preoccupazione ciò che sta accadendo in Unione Sovietica.[...] Uno può dire che è questione interna dell'Unione Sovietica, ma in Unione Sovietica [...] tutto ciò che è interno ha un'influenza su tutto il mondo."[105][143]
- Libia — Muʿammar Gheddafi definì il golpe "un atto magnifico" e sperò che la giunta riuscisse a "ripristinare il prestigio mondiale dell'Unione Sovietica che l'imperialismo voleva calpestare con i suoi piedi".[143][144]
- Palestina – L'Organizzazione per la Liberazione della Palestina era soddisfatta del colpo di Stato. Yasser Abed Rabbo, membro del Comitato esecutivo dell'OLP, sperò che il golpe potesse "risolvere nel migliore interesse dei Palestinesi il problema degli ebrei sovietici in Israele."[105]
- Siria — Il presidente Hafiz al-Asad incontrò il re Husayn di Giordania ed entrambi disapprovarono formalmente il golpe.[143]
- Sudafrica — Il ministro degli esteri Pik Botha dichiarò: "Spero vivamente che [gli sviluppi nell'URSS] non diano luogo a turbolenze su larga scala all'interno della stessa Unione Sovietica o più ampiamente in Europa, né mettano a repentaglio l'era della cooperazione internazionale faticosamente conquistata nella quale il mondo si è imbarcato."[105]
- Taiwan — Il premier Hau Pei-tsun affermò che "Il fallimento del colpo di Stato in Unione Sovietica fa prevedere che anche il regime comunista di Pechino è destinato a cadere", aggiungendo che "i comunisti cinesi [...] sono destinati alla sconfitta".[145]

### Organi sovranazionali
- Nazioni Unite — All'interno dell'ONU prevalse la linea della non ingerenza.[146][147] Il segretario generale Javier Pérez de Cuéllar affermò di essere preoccupato degli eventi nell'URSS, temendo una guerra civile, sofferenze per il popolo e l'interruzione del processo di democratizzazione.[147] Sperò inoltre nel rispetto della sovranità e l'indipendenza dei Paesi dell'Europa orientale, ma in seguito si sentì soddisfatto per le assicurazioni in merito alla politica estera fatte dai golpisti sovietici.[146][147] Temette comunque la scarsa collaborazione con gli altri grandi Paesi del mondo e l'ONU stessa, dato che l'URSS era membro permanente del Consiglio di sicurezza.[107] Il golpe avrebbe rischiato di rompere l'unaminità tra le potenze nelle questioni delicate per gli equilibri mondiali e nello scongiurare conflitti politici attraverso la mediazione politica.[147]
- NATO — L'alleanza convocò i rappresentanti e i ministri degli esteri dei Paesi membri per una riunione d'emergenza nel quartier generale a Bruxelles.[105] Il segretario di Stato USA James Baker affermò che "se davvero questo colpo di Stato fallisce, sarà una grande vittoria per il coraggioso popolo sovietico che ha assaporato la libertà e che non è disposto a farsela togliere", aggiungendo che "sarà anche, in una certa misura, una vittoria per la comunità internazionale e per tutti quei governi che hanno reagito con forza a questi eventi".[148] Il segretario generale della NATO Manfred Wörner aggiunse che "dovremmo vedere come si evolve la situazione in Unione Sovietica" e "i nostri piani terranno conto di ciò che accade lì.[148] Wörner ricevette anche una telefonata da El'cin che invitò i Paesi occidentali a condannare fortemente il golpe.[149] In una dichiarazione ufficiale della NATO, fu quindi condannata "la destituzione incostituzionale del presidente Gorbačëv, il tentativo di colpo di Stato, il ricorso alla violenza per intimidire i membri del movimento di riforma e sopprimere le istituzioni democratiche", chiedendo anche un contatto con i leader antigolpisti e indipendentisti delle repubbliche baltiche.[149] La NATO si impegnò inoltre a garantire la sovranità e l'indipendenza dell'Europa orientale.[149]
- Comunità economica europea — Fu convocata una riunione di emergenza nella quale fu condannato il golpe e la destituzione di Gorbačëv, con la sospensione del programma di aiuti economici e tecnologici.[150]